# Атом Комплекс Прилад
ТОВ НВП «Атом Комплекс Прилад» (ТОВ "НПП «АКП») — науково-виробниче підприємство ядерно-фізичного приладобудування у Києві. Засноване у 1991 році. Компанія спеціалізується в галузі розробки, виробництва і впровадження приладів для радіаційного контролю і моніторингу (альфа-, бета — і гамма-спектрометрів, дозиметрів, моніторів), радіаційного контролю технологічних процесів на виробництвах, створенню автоматизованих систем управління базами даних, методик виконання вимірювання і приладопідготовки.
«Атом Комплекс Прилад» є ексклюзивним представником корпорації «Термо Фішер Саїтіст». За досягнення в галузі ядерно-фізичного приладобудування ряду працівників підприємства присуджена Державна премія України в галузі науки і техніки за 2006 рік.
Основні види продукції: сцинтиляційні гамма-спектрометри (типу СЕГ-001 «АКП-С»), напівпровідникові гамма-спектрометри (типа СЕГ-002 «АКП-П»), бета-спектрометри (типа СЕБ-01), гамма-бета спектрометри (типа СЕ-БГ «АКП»), альфа-спектрометри (типу СЕА), дозиметри (потужності дози, поверхневого забруднення, термо-люмінесцентні, електронні прямопоказуючі), аерозольні монітори, програмне забезпечення для управлення аналізатором і обробки спектру, спектрометри випромінення людини.